# Christian-Guillaume de Brandebourg (1587-1665)
Christian-Guillaume de Brandebourg (né le 28 aout 1587 à Wolmirstedt - mort le 1er janvier 1665 à Zinna) est un membre de la maison de Hohenzollern, margrave titulaire de Brandebourg et administrateur luthérien de Magdebourg de 1598 à 1631.

## Biographie
Christian-Guillaume est le fils de l'Électeur Joachim III Frédéric de Brandebourg et de sa première épouse Catherine (1549-1602), une fille du margrave Jean Ier de Brandebourg-Küstrin.
Il est élu archevêque luthérien de Magdebourg en 1598. Cependant, la cité de Magdebourg refuse de la reconnaitre comme prince-évêque, car son élection n'a pas été confirmée par l'Empereur. Quand il se marie en 1614, il prend le titre d'administrateur luthérien. La même année, il devient également coadjuteur de la principauté épiscopale d'Halberstadt. En 1625, il devient administrateur d'Halberstadt.
Pendant la guerre de Trente Ans, il s'allie avec le Danemark. En 1626, il conduit l'armée de Basse-Saxe lors de la bataille de Dessau. Après la victoire de Albrecht von Wallenstein, il s'enfuit et en 1629, il se réfugie à la cour de Gustave-Adolphe de Suède.
En 1630, il revient en Allemagne. Le chapitre de chanoines de la cathédrale de Magdebourg le dépose officiellement en 1631. Les Suédois promettent de l'assister et il tente de reconquérir l'archidiocèse. Toutefois, la reconquête échoue et il est gravement blessé lors du siège de Magdebourg en 1631.
Il est capturé dans le camp de Gottfried Heinrich von Pappenheim, où ses blessures étaient soignées et les Jésuites le persuadent de se convertir au catholicisme. Un pamphlet titré Speculum veritatis est publié en son nom puis il est relâché. Lors de la paix de Prague de 1635, il reçoit une rente annuelle de 12000 thalers sur les revenus de l'archidiocèse de Magdebourg, plus les districts de Loburg et Zinna. En 1651, il acquiert Nový Hrad (de) dans le royaume de Bohême. Il meurt à l'abbaye de Zinna en 1665.

## Mariage et descendance
Christian-Guillaume contracte trois unions. Il épouse en premières noces le 1er janvier 1615 à Wolfenbüttel, Dorothée (de) (1596-1643), une fille de Henri-Jules de Brunswick-Wolfenbüttel duc de Brunswick-Lunebourg. De ce mariage naît une fille, Sophie-Élisabeth de Brandebourg (1616-1650), qui épouse en 1638 le duc Frédéric-Guillaume II de Saxe-Altenbourg.
Le 22 février 1650 à Prague, il épouse Barbara Eusebie (morte en 1656), une fille du comte Jaroslav Borzita de Martinice (en).
Le 28 mai 1657, il épouse, toujours à Prague, Maximiliane (1608-1663), une fille du comte Weichard de Salm-Neubourg.